# Shubra

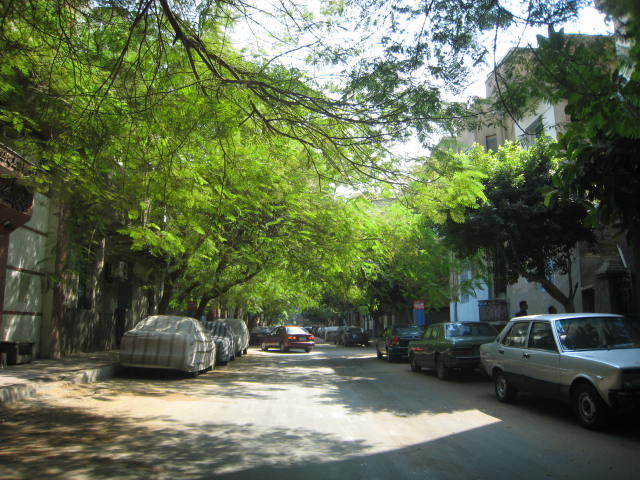
El-GesR Straße in Shubra, Kairo. Diese Straße, wie viele andere Straßen in ganz Shubra, ist fast vollständig mit Wald bedeckt.

Shubra (arabisch شبرا, DMG Šubrā; auch Shoubra oder Shobra geschrieben) ist einer der größten Bezirke Kairos und verwaltungsmäßig in drei Bereiche unterteilt: Shubra, Road El Farag und El Sahel.

## Wortherkunft
Der koptische Begriff "Schobro" meint eigentlich ein kleines Dorf oder Gebiet. Der Bezirk Shubra ist allerdings in den letzten Jahrzehnten erheblich gewachsen. Er ist bekannt für seine fruchtbaren Felder, die in direkter Nachbarschaft zum Nil liegen.  
In Ägypten ist Shubra ein häufiger Name für Stadtteile, Städte und Dörfer, zum Beispiel gibt es den Verwaltungsbereich Shubra, der innerhalb des größeren Bezirks Shubra liegt. Diese beiden Gebiete sind wiederum nicht mit dem industriellen Vorort Kairos Shubra El-Kheima zu verwechseln. Auch außerhalb von Kairo gibt es weniger bekannte Gegenden, häufig Dörfer, die den Namen Shubra tragen, wie z. B. das Shubra-Bekhoum-Dorf, das etwa 75 Minuten entfernt von Kairo liegt. Trotz des gleichen Namens unterscheiden sich diese Orte teils erheblich voneinander. 

## Gebäude
Im Bezirk Shubra befindet sich die Basilika St. Therese, die von Christen und Muslimen gerne besuchte wird, und nach der auch die benachbarte Metrostation Santa Teresa (سانتا تريزا) benannt ist.